# Urmila Matondkar
Urmila Matondkar (Bombay, 4 februari 1974) is een Indiaas actrice die voornamelijk in Hindi films speelt en politicus.

## Biografie
Matondkar begon haar filmcarrière op zeer jonge leeftijd, ze kreeg veel lof voor haar rol in Masoom (1983). Haar eerste rol als volwassene was in de Malayalam film Chanakyan (1989). Ze verwierf in de jaren negentig bekendheid met films als Rangeela, Judaai, Khoobsurat en Jungle. Begin 2000 koos ze ervoor om intense rollen aan te nemen in psychologische thrillers en horror films als Kaun, Ek Haseena Thi, Bhoot, Pyar Tune Kya Kiya en Naina.
In 2019 besloot Matondkar de politiek in te gaan.

## Filmografie

### Films
| Jaar | Film                       | Rol                     | Opmerking                                          |
| ---- | -------------------------- | ----------------------- | -------------------------------------------------- |
| 1977 | Karm                       |                         | als peuter in nummer "Samay Tu Dheere Dheere Chal" |
| 1980 | Zaakol                     | Shonia                  | Marathi film                                       |
| 1980 | Sansar                     | Leela Shrikanth Manohar | Marathi film                                       |
| 1981 | Kalyug                     | Parikshit               |                                                    |
| 1983 | Masoom                     | Pinky Malhotra          |                                                    |
| 1983 | Khuda Hafiz                | Roopa                   |                                                    |
| 1984 | Bhavna                     | dochter van Ram Kishan  |                                                    |
| 1985 | Sur Sangam                 | Das Babu's leerlinge    |                                                    |
| 1987 | Dacait                     | Shanta                  |                                                    |
| 1989 | Bade Ghar Ki Beti          | Pushpa                  |                                                    |
| 1989 | Chanakyan                  | Renu                    | Malayalam film, debuut als volwassene              |
| 1991 | Narasimha                  | Meenu S. Singh          |                                                    |
| 1992 | Chamatkar                  | Mala                    |                                                    |
| 1992 | Antham                     | Bhavna                  | Telugu film                                        |
| 1992 | Drohi                      | Bhavana                 |                                                    |
| 1993 | Shreemaan Aashique         | Shakuntala              |                                                    |
| 1993 | Gaayam                     | Chitra                  | Telugu film                                        |
| 1993 | Bedardi                    | Honey                   |                                                    |
| 1994 | Kanoon                     | Shalu                   |                                                    |
| 1994 | Aa Gale Lag Jaa            | Roshni                  |                                                    |
| 1995 | Rangeela                   | Mili Joshi              |                                                    |
| 1995 | Thacholi Varghese Chekavar | Maya                    | Malayalam Film                                     |
| 1995 | Money Money                | Chitra                  | Telugu film, nummer "Paadu Kaburu Vinagaane"       |
| 1996 | Anaganaga Oka Roju         | Madhu                   | Telugu film                                        |
| 1996 | Indian                     | Sapna                   | Tamil film                                         |
| 1997 | Judaai                     | Janhvi Sahni            |                                                    |
| 1997 | Daud                       | Bhavani                 |                                                    |
| 1997 | Mere Sapno Ki Rani         | Sapna                   |                                                    |
| 1997 | Aflatoon                   | Pooja                   |                                                    |
| 1998 | Satya                      | Vidya                   |                                                    |
| 1998 | China Gate                 |                         | nummer "Chamma Chamma"                             |
| 1998 | Kudrat                     | Madhu                   |                                                    |
| 1998 | Chhota Chetan              | Miss Hawa Hawai         |                                                    |
| 1999 | Kaun?                      | naamloze karakter       |                                                    |
| 1999 | Jaanam Samjha Karo         | Chandni                 |                                                    |
| 1999 | Hum Tum Pe Marte Hain      | Radhika                 |                                                    |
| 1999 | Mast                       | Mallika                 |                                                    |
| 1999 | Dillagi                    | Shalini                 |                                                    |
| 1999 | Khoobsurat                 | Shivani                 |                                                    |
| 2000 | Kunwara                    | Urmila Singh            |                                                    |
| 2000 | Jungle                     | Anu Malhotra            |                                                    |
| 2000 | Deewane                    | Sapna                   |                                                    |
| 2001 | Pyaar Tune Kya Kiya        | Ria                     |                                                    |
| 2001 | Lajja                      |                         | nummer "Aa Hi Jaiye"                               |
| 2002 | Company                    |                         | nummer "A Shot of Company"                         |
| 2002 | Om Jai Jagadish            | Nitu                    |                                                    |
| 2002 | Deewangee                  | Sargam                  |                                                    |
| 2003 | Bhoot                      | Swati                   |                                                    |
| 2003 | Tehzeeb                    | Tehzeeb Mirza           |                                                    |
| 2003 | Pinjar                     | Puro/ Hamida            |                                                    |
| 2004 | Ek Hasina Thi              | Sarika Vartak/ Swati    |                                                    |
| 2005 | Naina                      | Naina                   |                                                    |
| 2005 | Meri Zindagi Ek Agneepath  |                         | nummer "Le Chale Chale"                            |
| 2005 | Maine Gandhi Ko Nahin Mara | Trisha                  |                                                    |
| 2006 | Banaras                    | Shwetamabri             |                                                    |
| 2006 | Bas Ek Pal                 | Anamika                 |                                                    |
| 2007 | Aag                        |                         | nummer "Mehbooba Mehbooba"                         |
| 2007 | Speed                      | Richa                   |                                                    |
| 2007 | Om Shanti Om               |                         | nummer "Deewangi Deewangi"                         |
| 2008 | Karzzzz                    | Kaamini                 |                                                    |
| 2008 | EMI                        | Prerana Joshi           |                                                    |
| 2012 | Hridayanath                |                         | Marathi film, nummer "Yana Yana"                   |
| 2012 | Delhi Safari               | Begum                   | stemacteur                                         |
| 2013 | Life Mein Hungama Hai      | muzieklerares           | gastoptreden                                       |
| 2014 | Ajoba                      | Purva Rao               | Marathi film                                       |
| 2018 | Blackmail                  |                         | nummer "Bewafa Beauty"                             |
| 2019 | Smile Please               |                         | Marathi film, nummer "Chal Pudhe"                  |

### Televisie
| Jaar      | Programma/ Serie                       | Rol                         |
| --------- | -------------------------------------- | --------------------------- |
| 1986      | Katha Sagar                            | Shikha/ Urmi                |
| 1987      | Zindagi                                | Vimla                       |
| 1989      | Indradhanush                           | vriendin van Bala           |
| 1993–1995 | Bible Ki Kahaniya                      | nicht van Noah's echtgenote |
| 2007      | Jhalak Dikhhla Jaa 2                   | jurylid                     |
| 2008      | Waar Parriwar                          | presentatrice               |
| 2011      | Chak Dhoom Dhoom                       | jurylid                     |
| 2011–2012 | Marathi Paul Padte Pudhe Atkepar Zenda | jurylid                     |
| 2012–2013 | Dance Maharashtra Dance                | jurylid                     |
| 2022      | DID Super Moms 3                       | jurylid                     |